# García Moreno (Carchi)
García Moreno ist eine Ortschaft und eine Parroquia rural („ländliches Kirchspiel“) im Kanton Bolívar der ecuadorianischen Provinz Carchi. Sitz der Verwaltung ist García Moreno, 8 km nordwestlich des Kantonshauptortes Bolívar gelegen. Die Parroquia besitzt eine Fläche von 53,66 km². Die Einwohnerzahl lag im Jahr 2010 bei 1406.

## Lage
Die Parroquia García Moreno liegt in den Anden im Norden von Ecuador. Der Hauptort liegt 3064 m hoch. Die Fernstraße E187 von Bolívar nach El Ángel führt an García Moreno vorbei. Das Verwaltungsgebiet wird im Norden von der Quebrada Aperreadero, im Nordwesten vom Río El Ángel, ein Nebenfluss des Río Chota, begrenzt. Im Nordosten erhebt sich der 3649 m hohe Cerotal.
Die Parroquia García Moreno grenzt im Norden an El Ángel (Kanton Espejo), im Osten an die Parroquia Bolívar, im Südosten an die Parroquia Los Andes, im Südwesten an die Parroquia San Vicente de Pusir sowie im Nordwesten an die Parroquias Mira (Kanton Mira) und San Isidro (Kanton Espejo).

## Orte und Siedlungen
In der Parroquia gibt es neben dem Hauptort folgende Comunidades: San Francisco de Las Lajas, Pueblo Viejo, San José de Tinajillas, La Posta und El Tambo.

## Geschichte
Der Ort hieß ursprünglich Chalguar. Am 14. Juni 1935 wurde die Parroquia Chalguar im Kanton Montúfar gegründet. Später erhielt die Parroquia ihren heutigen Namen. Namensgeber war vermutlich Gabriel García Moreno, 1861–1865 und 1869–1875 Präsident von Ecuador.